# Барони Россітер

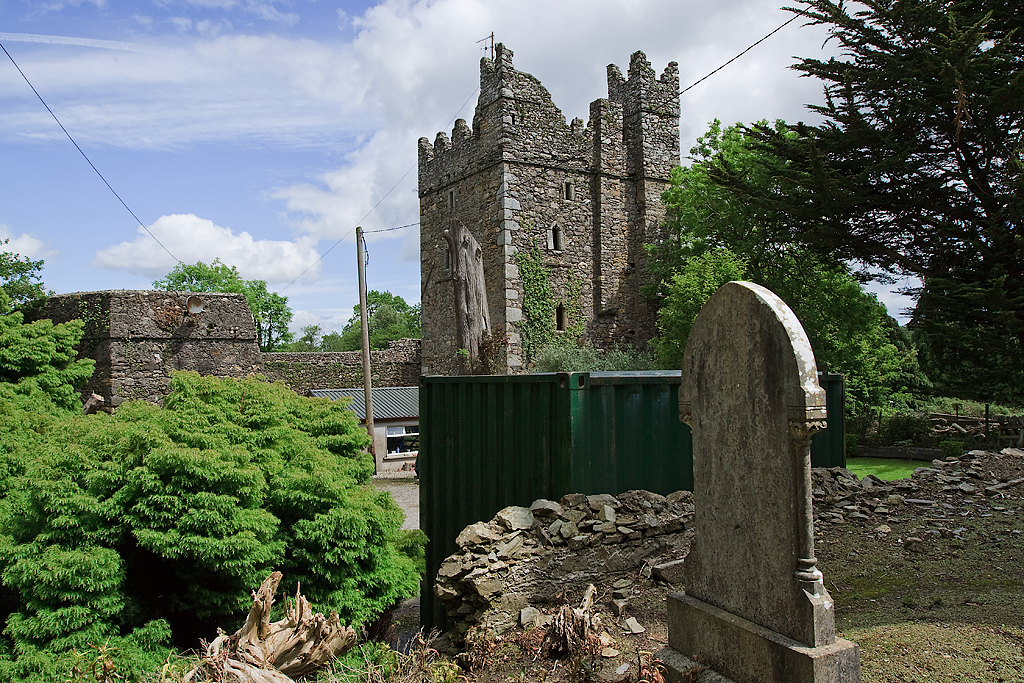
Замок Ратмакні.

Барони Россітер (англ. – Rossiter, ірл. - Rosaitear) – барони Россетер, Росатер - ірландські аристократи англо-норманського походження, що володіли землями і замками в графстві Вексфорд (Ірландія). 
Предки Россітерів до ХІІ століття жили в Англії – у Врокстері (графство Шропшир) та в Рочестері (графство Кент). Разом з графом Стронгбоу вони брали участь в завоюванні Ірландії в 1172 році і отримали за це від короля Англії землі в нинішньому графстві Вексфорд – Лох Гарман. Барони Россітер згадуються в документах 1066, 1086, 1172, 1575, 1623, 1618, 1645, 1669 років. У XV – XVI століттях вони володіли титулом сенешаля Вексфорда. У різних документах трапляються різні варіанти написання цього прізвища: Rossiter, Rossitor, Rosseter, Rossetor, Roucester, Rosceter, Roscetor, Rawceter, Rosay, Rawciter, Rowsitter, Rausiter, Rassitor, Rowseter, Russiter, Russeter. Відомою особою з цієї аристократичної родини був Філіп Россітер (1575 – 1623) – відомий у свій час музикант та композитор. У 1601 році він опублікував збірник музичних творів «Книга Айреса» - для лютні та скрипки. У 1640 – 1652 роках Россітери будучи католиками підтримали повстання за незалежність Ірландії, за що Олівер Кромвель після придушення повстання конфіскував їх землі та замки. 
Головною резиденцією баронів Россітер довгий час був замок Ратмакні. Замок побудував у XV столітті або Джон Россітер або його онук Томас Россітер. Джон Россітер був сенешалем та губернатором графства Вексфорд в 1451 році. А Томас Россітер володів цими посадами в 1493 році. Крім замку Ратмакні вони ще володіли замками Слевой, Баргі та Товагард. Полковник Томас Россітер воював в лавах армії Ірландської конфедерації за незалежність Ірландії під час повстання 1640 – 1652 років.    
У XVII столітті багато Россітерів переселились до Америки і оселились в землях Нантаскет (нині стейт Массачусетс). Це були Брайан Россітер, Едвард Россітер, Х'ю Россітер, Джеймс Россітер - в Нантаскеті в 1630 році. Едвард Россітер оселився в Дорчестері (нині стейт Массачусетс) у 1630 році. Мері Россітер оселилась на землях нинішнього стейту Меріленд в 1673 році. Елізабет Россітер оселилась Новій Англії зі своїм чоловіком у 1773 році. 